# Кушеков, Унайбай Кушекович
Унайбай Кушекович Кушеков (каз. Оңайбай Көшеков; 10 февраля 1925, м. Сарыозек, аулсовет Еркинкала, Гурьевский уезд, Уральская губерния, Киргизская АССР, РСФСР, СССР — 8 сентября 2013) — казахский советский партийный и государственный деятель. Первый секретарь Гурьевского обкома КП Казахстана (1977—1985), делегат XXIV, XXV и XXVI съездов КПСС, делегат трёх съездов КП Казахстана. Депутат Совета Союза Верховного Совета СССР 10-11 созывов (1979—1989) от Гурьевской области. Депутат Верховного Совета Казахской ССР 8-9 созывов. Неоднократно избирался депутатом местных Советов.
С 1992 года возглавлял Атырауский областной фонд социальной защиты, является членом президиума областного Совета ветеранов войны и труда. Имел воинское звание полковника.
Почётный профессор Атырауского Института нефти и газа (АИНГ) (2000). Почётный профессор Атырауского государственного университета имени Х. Досмухамедова (2005).

## Биография
Родился в местечке Сарыозек аулсовета Еркинкала Гурьевского уезда Уральской губернии Киргизской АССР РСФСР (ныне село в составе Атырауской области Казахстана). Рос в многодетной чабанской семье, в которой, кроме него, были также брат Аязбай и сёстры Насиха и Айман. В 1930 году его отец стал чабаном первого совхоза, организованного в этих местах.
Окончив 7 классов школы, Унайбай в 15 лет стал разнорабочим в совхозе, а когда в 1942 году его отец ушёл на фронт, сам стал чабаном.
В феврале 1943 г. призван в ряды Красной Армии, окончил военно-пехотное училище в г. Благовещенск (Башкирская АССР), затем школу младших лейтенантов. По направлению Генерального штаба пограничных войск СССР служил в Грузии — на одной из застав Ахалцыхского пограничного отряда охраны государственной границы СССР, сначала заместителем, а потом и начальником. В 1948 году признан негодным к военной службе из-за тяжёлой болезни и демобилизован.
После войны работал заместителем председателя областного комитета добровольного общества содействия армии (ДОСАРМ), затем в аппарате Гурьевского городского комитета Коммунистической партии Казахстана, представителем Министерства заготовок СССР в Гурьеве.
В 1958 году направлен в Алма-Атинскую высшую партийную школу, после её окончания работал в аппарате Западно-Казахстанского крайкома КП Казахстана. Затем работал заведующим сельхозотделом Гурьевского обкома КП Казахстана. В январе 1968 года избран первым секретарём Мангышлакского райкома КП Казахстана.
С 1970 по 1977 годы — председатель Гурьевского облисполкома.
В 1977 году стал первым секретарём Гурьевского обкома КП Казахстана. Во время его пребывания на этом посту, в 1979 году произошло открытие крупного Тенгизского нефтяного месторождения. В дальнейшем Кушеков внёс большой вклад в развитие нефтяной промышленности в Западном Казахстане. Уделялось внимание проблеме обеспечения людей жильём; в области ежегодно сдавалось примерно 180—220 тыс. кв.м. жилой площади. В городе начал работать домостроительный комбинат «Мобил» мощностью 80 тыс. кв.м. жилья в год. Строилось немало объектов народного образования и здравоохранения. В Гурьеве были сданы в эксплуатацию роддом и туббольница, в Миялы, Ганюшкино и Балыкши — районные больницы. На карте области появились новые населённые пункты, были созданы производственный кооператив «Ак Жайык» по производству семян высококачественных трав, комплексы «Актогай» по заготовке кормов, «Жалгансайский» по производству картофеля, совхозы имени «XXI партсъезда» и «Коптогайский» по производству молока и овощей. В городе была построена теплица «Береке». В результате из года в год увеличивалось количество сдаваемых государству мяса и молока, шерсти, каракуля, бахчевых и овощных культур. В течение двух лет была построена дорога Атырау-Ганюшкино. Потом было начато строительство дорог Атырау-Макат-Кульсары, затем Индер-Сагиз-Миялы. Были реконструированы участки железной дороги Ганюшкино, Макат, Гурьев и Кульсары, построена железная дорога Макат-Индер.
С 1985 года — на пенсии, персональный пенсионер союзного значения.
Скончался 8 сентября 2013 года.

## Семья
Супруга — Айсулу Кушекова: в их семье четыре сына и четыре дочери, 22 внука и внучки, есть также правнуки.

## Награды и звания

### Ордена
- Орден Ленина (1985)
- Орден «Знак Почёта» (1966)
- три ордена Трудового Красного Знамени (1971, 1973, 1980)
- Орден «Курмет» (2005)
- Орден «За вклад в Победу» (2007)

### Медали
- Медаль «За доблестный труд. В ознаменование 100-летия со дня рождения Владимира Ильича Ленина» (1970)
- Медаль «За победу над Германией в Великой Отечественной войне 1941—1945 гг.» (1973)
- Юбилейная медаль «Двадцать лет Победы в Великой Отечественной войне 1941—1945 гг.»
- Юбилейная медаль «Тридцать лет Победы в Великой Отечественной войне 1941—1945 гг.»
- Юбилейная медаль «Сорок лет Победы в Великой Отечественной войне 1941—1945 гг.»
- Юбилейная медаль «50 лет Победы в Великой Отечественной войне 1941—1945 гг.»
- Медаль «60 лет Победы в Великой Отечественной войне 1941—1945 гг.»
- Юбилейная медаль «50 лет Вооружённых Сил СССР»
- Юбилейная медаль «60 лет Вооружённых Сил СССР»
- Юбилейная медаль «70 лет Вооружённых Сил СССР»
- Медаль «Маршал Советского Союза Жуков» (1997)
- Золотые (1975, 1977, 1979, 1982) и серебряная (1972) медали ВДНХ
- Медаль «За освоение целинных земель» (1984)
- Медаль «Ветеран труда» (1984)
- Медаль «10 лет независимости Республики Казахстан» (2001)
- Медаль «50 лет Целине» (2004)
- Медаль «100 лет железной дороге Казахстана» (2004)
- Юбилейная медаль «60 лет освобождения Украины от фашистских захватчиков» (2004)
- Медаль «10 лет Астане» (2008)
- Почётные грамоты Верховного Совета Казахской ССР

### Почётные грамоты, звания, знаки
- Отличник народного просвещения Казахской ССР (1965)
- Почётная грамота Министерства здравоохранения СССР и золотые часы (1970)
- Почётная грамота Президиума Верховного Совета СССР (1975)
- Знак «Ветеран войны 1941—1945 гг.» (2000)
- Почётный гражданин Атырау (2001)
- Почётный гражданин Атырауской области (23 октября 2004)
- Почётный гражданин Махамбетского района Атырауской области